# Lincoln-Zephyr
Lincoln-Zephyr byla řada luxusních vozů, které vyráběla Lincoln Motor Company, dceřiná společnosti Ford Motor Company v letech 1936 až 1942 (kdy veškerá produkce přešla na válečnou výrobu) a de facto výroba tohoto modelu pokračovala ještě v letech 1945–1948. Překlenula mezeru mezi modely Ford V8 DeLuxe a Lincoln Model K (jak velikostí, tak cenou) a rozšířila Lincoln o druhou modelovou řadu, která konkurovala vozům Chrysler Airflow, LaSalle (značka divize Cadillac v rámci koncernu General Motors) a Packard One-Twenty.
Po ukončení výroby modelu K po roce 1940 přešel Lincoln s výrobou výhradně na design Lincoln-Zephyr. Po přerušení výroby během války (1942–1945) byla výroba obnovena, ale z neznámých důvodů se po válce používalo jen označení Lincoln, bez přídomku Zephyr. Tato výroba vydržela až do roku 1948. Na jeho základě poté vznikl první Lincoln Continental, nejdéle používaná značka Lincolnu. Modelová řada Lincoln-Zephyr byla poháněna motorem V12, na rozdíl od motorů V8 a řadových osmiválců konkurence. 

## Studie Briggs Dream Car
Počátky vozu Lincoln-Zephyr vedou ke konceptu či studii vozu, která je nazývaná „Briggs Dream Car“. Tento koncept vozu navrhl nizozemský designér (od roku 1923 žijící v USA a postupně pracující pro několik karosáren a automobilek) John Tjaarda pro společnost Ford Motor Company. 
Designová studie vozu byla prezentován na výstavě Century of Progress (v češtině je známější pod názvem Světová výstava 1933), která se konala v letech 1933–1934 v Chicagu.  Studie „Briggs Dream Car“ se na výstavě setkala se značným ohlasem. Návrh vycházel z předchozích prací designéra, hlavní odlišností od později vyráběného vozu Lincoln-Zephyr bylo umístění motoru vzadu. 

## Původ názvu a konstrukce
Jméno Lincoln-Zephyr vymyslel Edsel Ford, jediné dítě Henryho Forda a v letech 1919–1943 ředitel společnost Ford Motor Company. Název „Zephyr“ byl odvozen od slova Zephyrus, což byl v řecké mytologii bůh západních větrů. To bylo v souladu s designem auta, které bylo na svou dobu mimořádně moderní, mělo nízké čelní sklo, integrované blatníky a aerodynamický design. Pouze umístění motoru vzadu se Edselu Fordu zdálo příliš revoluční a zasadil se o tradiční motor vpředu.
V návrhu se projevilo, že John Tjaarda byl fascinován letadly, v mládí původně studoval letecký design a pracoval jako pilot. Vůz měl na svou dobu velmi dobrý součinitel odporu vzduchu, lepší než konkurenční Chrysler Airflow. Vůz byl i komerčně velmi úspěšný: jen v roce 1936 se prodalo přes 17 000 vozů, v následujícím roce přes 25 000, což byl pro Lincoln rekord.

## Verze a výroba
První vozy byly představeny 2. listopadu 1935 jako modelová řada 1936. Zephyr byl zpočátku nabízen jako dvoudveřový nebo čtyřdveřový sedan, pro export se vyráběl také s pravostranným řízením. V rámci nadstandardní volitelné výbavy se nabízely pouze elektrické hodiny, kožené čalounění a sladěná sada luxusních zavazadel, které navrhl Louis Vuitton. Cena dvoudveřového sedanu ve standardní výbavě v roce 1936 byla 1275 USD (což v roce 2022 odpovídalo 26 888 USD) a čtyřdveřového sedanu 1320 USD (27 837 USD v roce 2022).
V následující letech byly do výroby zavedeny další karosářské verze: dvoudveřové kupé s pevnou střechou, kabriolet s plátěnou střechou (v originále označen „convertible coupe“) a dokonce sedan s plátěnou střechou – viz ukázky jednotlivých verzí v galerii. Výroba Lincoln-Zephyr byla ukončena v roce 1942, ale ne proto, že by o vůz nebyl zájem. Šlo o rozhodnutí vlády a všechny automobilky musely kompletně přejít na válečnou výrobu. 
K obnovení výroby došlo v roce 1945, ale vozy se jmenovaly jen Lincoln doplněno o karosářskou verzi, např. Lincoln sedan nebo Lincoln coupe. Pro lepší odlišení se výroba z let 1945–1948 v odborné literatuře označuje jako „H série“, ale v praxi se toto označení nepoužívalo. Název Zephyr už nebyl ani později u Lincolnu využit, „recyklován“ byl jen v rámci celého koncernu Ford a to výhradně pro auta vyráběná ve Spojeném království. Označení Ford Zephyr bylo použito pro zcela nepříbuzný automobil, který se ve čtyřech různých generacích vyráběl v letech 1950–1972.  

## Motory
Zephyr byl poháněn (na počet válců) malým motorem V12 s úhlem natočení 75°, který byl vyvinut z motoru Ford Flathead V8 a nebyl příbuzný s většími motory Lincoln V12, které se používaly ve vyšší modelové řadě Lincoln Model K (než byla její výroba zastavena). Motor Flathead s ventily v bloku byl poměrně kompaktní, což umožňovalo nízkou kapotu. Stejně jako osmiválcové Fordy té doby však Zephyr V12 často trpěl lokálním přehříváním určitých míst motoru, což  bylo způsobeno průchody výfukových plynů blokem válců. Kromě toho první Zephyry měly často problémy s tlakem oleje, což vedlo k modernizaci olejového čerpadla.
Modely z let 1936 až 1939 měly objem přibližně 4,4 litru a v roce 1938 byla přidána hydraulická zdvihátka. Vozy z let 1940 a 1941 používaly zvětšený motor o objemu přibližně 4,8 litru, zatímco modely z roku 1942 a také vozy přibližně v první polovině roku 1946 (tedy již tzv. H série) používaly motor o objemu přibližně 5 litrů, ale s nižším kompresním poměrem kvůli materiálu použitého na hlavy válců. Od konce roku 1946 až do ukončení výroby roku 1948 se vozy H série vrátily k osvědčenému motoru o nižším objemu 4,8 litru, ale s vyšším kompresním poměrem.
Původní motor měl výkon 82 kW (110 koní) a vozu poskytoval maximální rychlost přibližně 145 km/h (90 mil za hodinu). Zavěšení bylo vpředu i vzadu příčné pružiny z doby Henryho Forda, vzadu torzní trubka, v době uvedení vozu šlo již značně zastaralé řešení. Brzdy byly v letech 1936 až 1938 lankové, od roku 1939 modernější hydraulické. Zephyr byl prvním výrobkem v celém koncernu Ford, který měl celoocelovou střechu, pokud nepočítáme nákladní vůz Model AA z konce roku 1931.

## Galerie

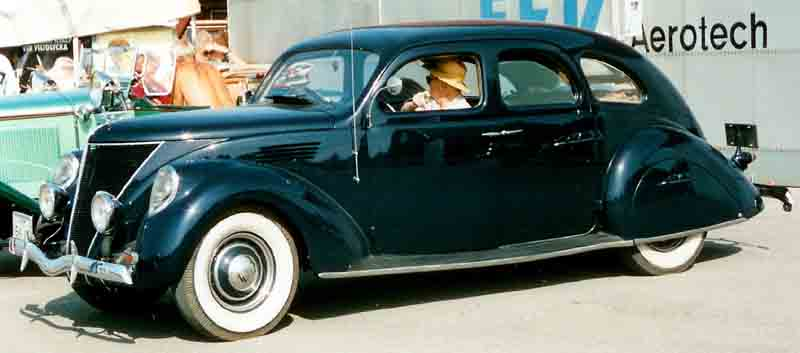
Lincoln-Zephyr V-12 čtyřdveřový sedan 1936
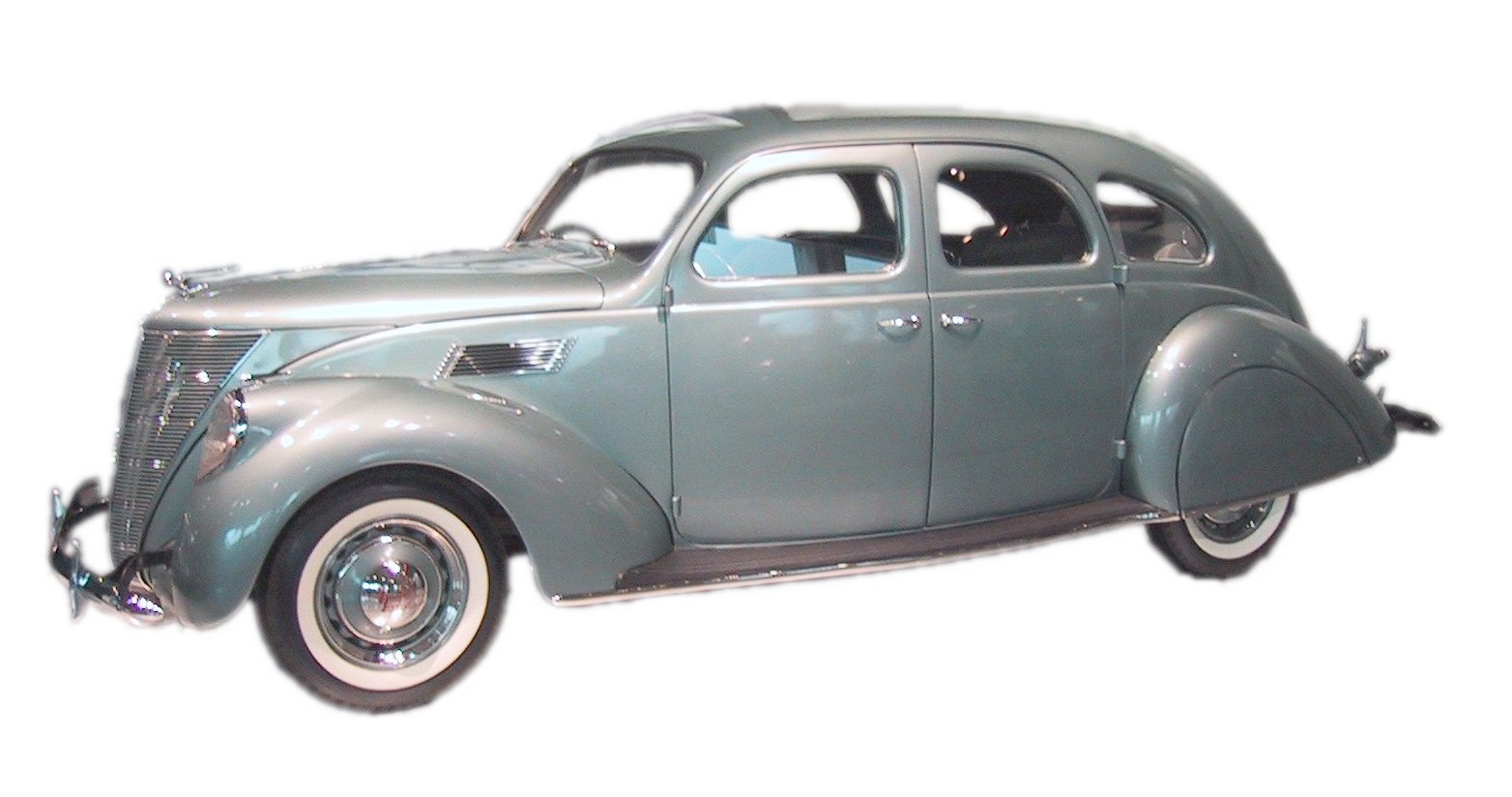
Lincoln-Zephyr V-12 čtyřdveřový sedan 1937
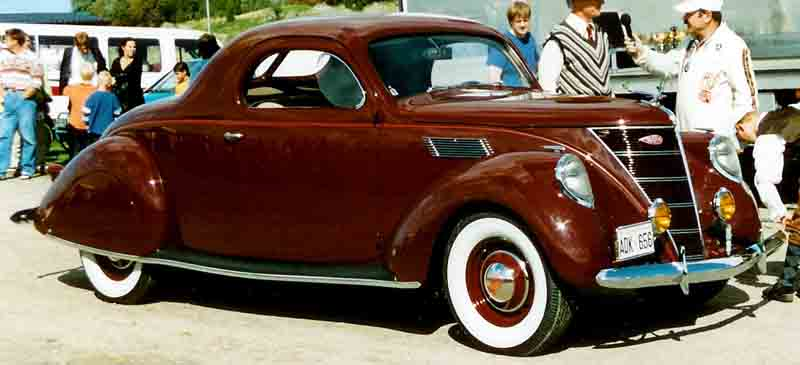
Lincoln-Zephyr V-12 coupe 1937
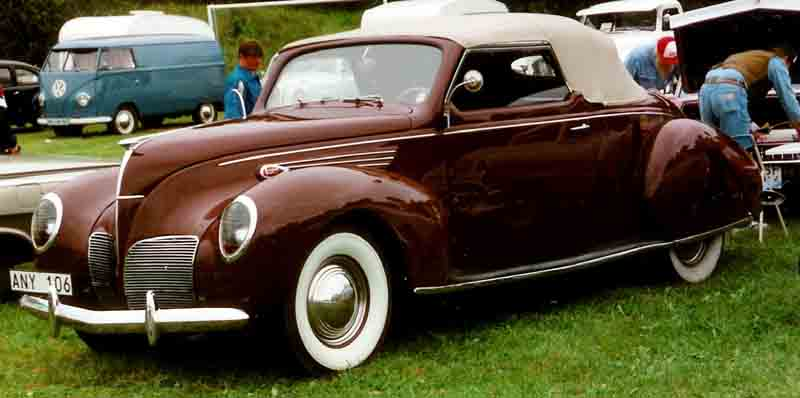
Lincoln-Zephyr V-12 convertible coupe 1938
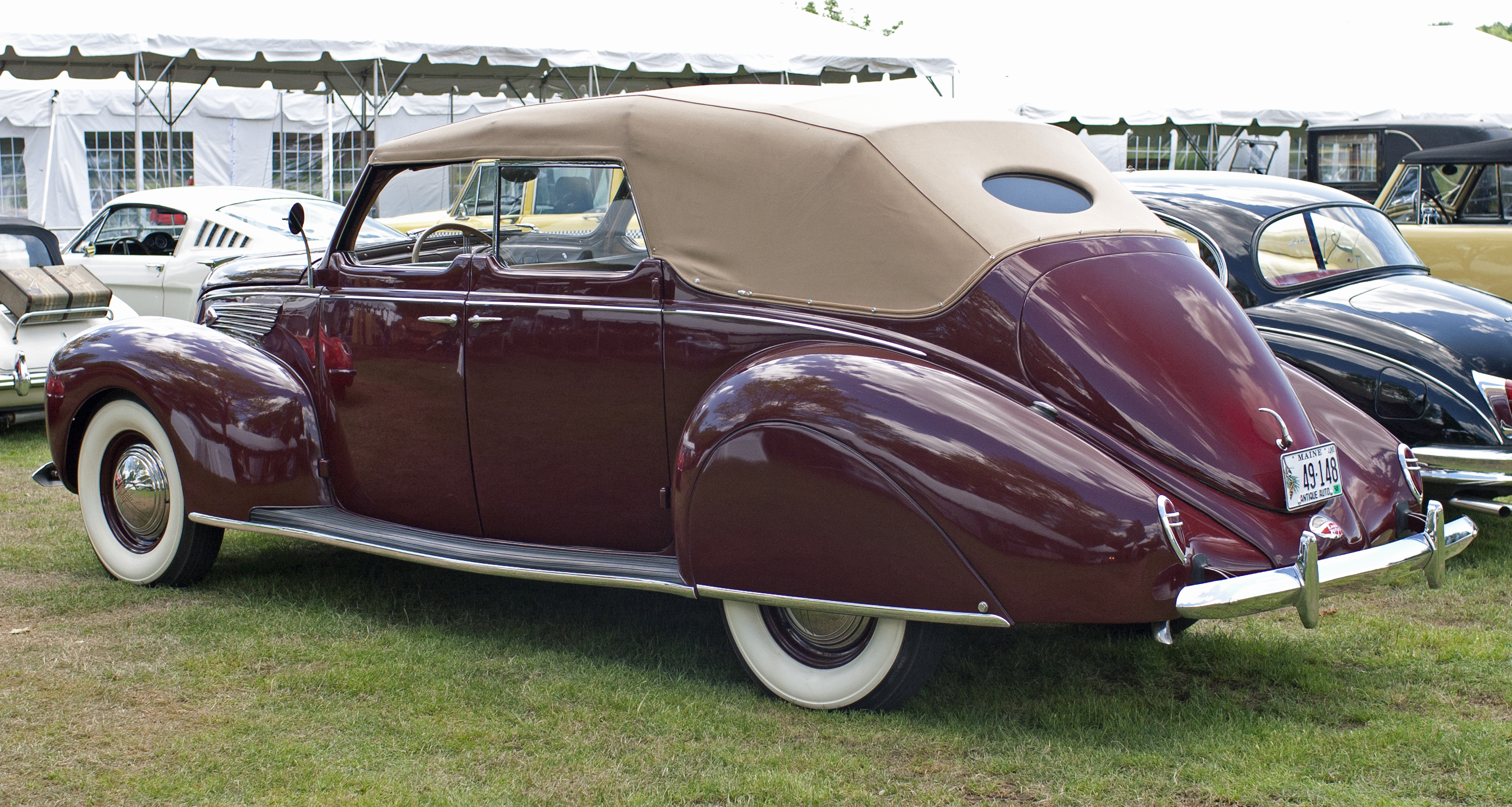
Lincoln-Zephyr V-12 convertible sedan 1938
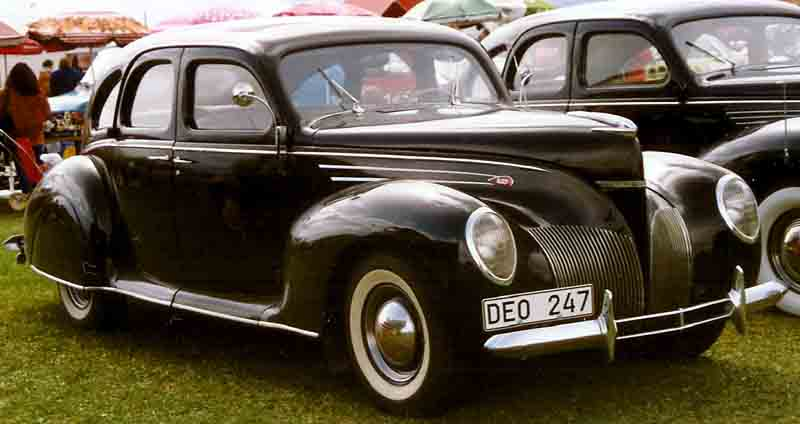
Lincoln-Zephyr V-12 čtyřdveřový sedan 1939
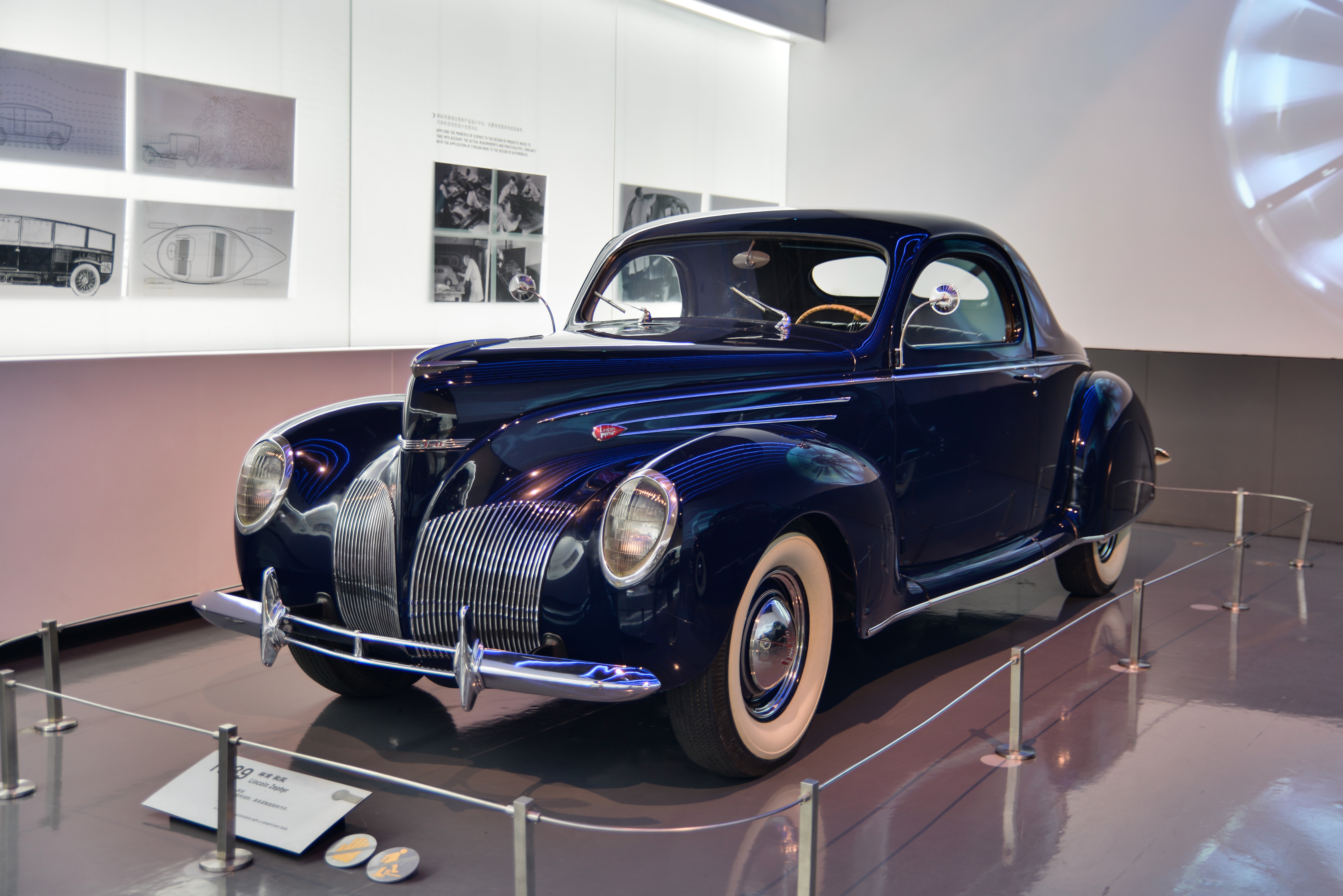
Lincoln-Zephyr 1939
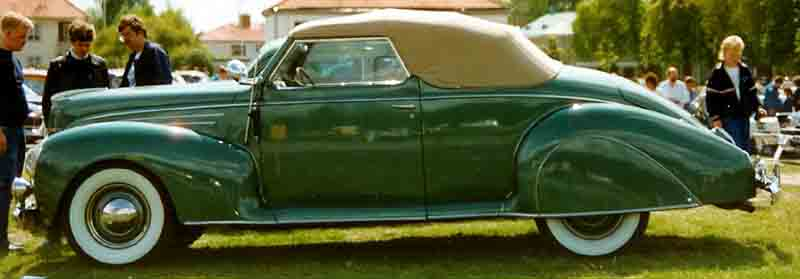
Lincoln-Zephyr V-12 convertible coupe 1939
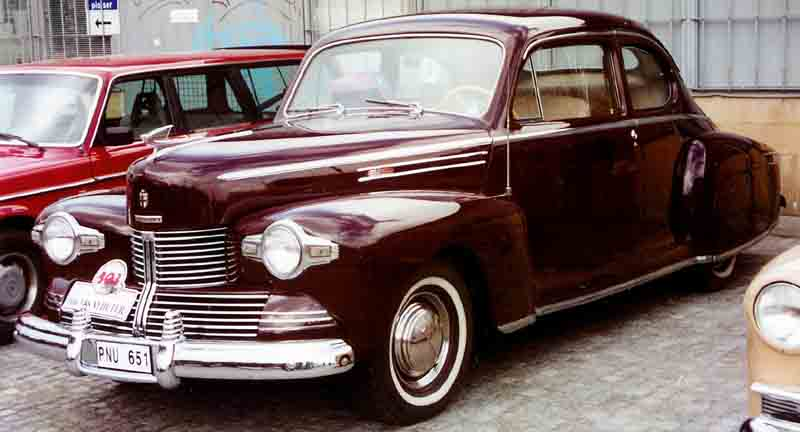
Lincoln Zephyr club coupe 1942